# 栗田敦子
栗田 敦子（くりた あつこ、1957年1月31日 - ）は、NHK放送研修センター・日本語センター所属のアナウンサーである。元NHK職員。

## 略歴
1979年にNHK入局。報道などを担当し、結婚を機に退職。退職後の一時期は日本国外で生活していたという（夫が日本国外で仕事をしていたためで深夜便の話によるとペルーにいたという）。
その後子育てなどが一段落した段階で日本語センターに入り、話し方の指導や教育番組などのナレーションを中心に活動していた。2010年度以降、日本語センターの先輩・榊寿之の後を受け、週末の『ラジオ深夜便』を担当していたが、2013年12月21日の放送を最後に突如休演、そのまま2014年3月で勇退することが決まった。
この降板の理由に関しては、『ラジオ深夜便』番組機関誌（NHKサービスセンター）・2015年3月号の「OB・OGアンカー便り」のコーナーで、肺がんの治療に専念するためであった事が明らかにされ、現在も治療を続けていることが報告された。

## 担当中の番組
なし

## 過去の担当番組
- 聴きたくてクラシック（案内役）
- 名曲プロムナード（案内役）
- クラシック・ポートレート（案内役）
- 教育セミナー 歴史でみる世界（ナレーション -2002年度まで） - 後のNHK高校講座「世界史」に相当する番組。
- ラジオ深夜便（2010年4月3日から2013年12月21日） - 第1・3・5週目の土曜日から日曜日にかけての放送を担当。2014年1月4日放送以後休演扱いとなり、そのまま3月で降板